# D8b (hunebed)
D8b is een verdwenen hunebed, het lag ten zuiden van D8 bij Anloo in de Nederlandse provincie Drenthe.
A. Klein Wassink, J.E. Musch en J. Musch vonden de overblijfselen in 1992. Samen met D8a was het geheel ontmanteld, er restte enkel een flauwe, ovale verlaging met daaromheen de aanzet van een lage dekheuvel. Ook werd er aardewerk uit de trechterbekercultuur en vuursteenmateriaal geborgen.
D8a en D8b waren van vergelijkbare grootte als D8.